# Jerry Butts
Jerry Butts (* 1. September 1945 in den Vereinigten Staaten) ist ein US-amerikanischer Filmregisseur, Filmproduzent und Filmschauspieler, der 1978 mit und für den von ihm produzierten Kurzfilm Floating Free für einen Oscar nominiert war.

## Berufliches
Mit dem Horrorthriller The Candy Snatchers trat Butts 1973 erstmals in einem Film in Erscheinung. Er war in einer tragenden Rolle als intoleranter Familienvater Dudley Newton besetzt. Der Film thematisiert die Entführung einer Sechzehnjährigen.
Erst 1978 machte Butts erneut auf sich aufmerksam, diesmal mit dem Kurzfilm Floating Free, für den er eine Oscarnominierung erhielt. Die Auszeichnung ging jedoch an Beverly Shaffer und Yuki Yoshida und ihren Film I’ll Find a Way, der eine Neunjährige begleitet, die sich nur auf Krücken fortbewegen kann. Butts Film zeigt Momente während der 1977 in Pasadena ausgetragenen Frisbee-Weltmeisterschaft. 
Was Butts davor und danach tat, ist unbekannt.

## Filmografie (Auswahl)
- 1973: The Candy Snatchers (als Schauspieler)
- 1978: Floating Free (Dokumentar-Kurzfilm, Regie und Produzent)

## Auszeichnung
- Oscarverleihung 1978: Oscarnominierung mit und für den Film Floating Free in der Kategorie „Bester Kurzfilm“